# Rokonok
Rokonok is een Hongaarse dramafilm uit 2006 onder regie van István Szabó.

## Verhaal
Een jonge, eerlijke overheidsfunctionaris wordt beëdigd, nadat zijn voorganger moest aftreden vanwege een corruptieschandaal. Hij ontdekt al gauw hoe wijd de corruptie vertakt is in zijn stad en hoe gemakkelijk het is om zelf corrupt te worden.

## Rolverdeling
- Sándor Csányi: István Kopjáss
- Ildikó Tóth: Lina Szentkálnay
- Károly Eperjes: Soma Kardics
- Erika Marozsán: Magdaléna Szentkálnay
- Oleg Tabakov: Burgemeester
- Ferenc Kállai: Oom Berci
- Piroska Molnár: Tante Kati
- József Madaras: Bedelaar
- Csaba Pindroch: Imri Keék
- Eliza Sodró: Julis
- Jiří Menzel: Bankdirecteur
- Zsolt László: Laci Martiny
- Dénes Ujlaky: Onderprefect